# Sidney Moncrief
Sidney Alvin Moncrief (* 21. September 1957 in Little Rock, Arkansas) ist ein ehemaliger US-amerikanischer Basketballspieler, welcher von 1979 bis 1991 in der nordamerikanischen Basketball-Liga NBA aktiv war. Er zählte zu den besten Verteidigern der Liga, konnte jedoch nie die NBA-Finals erreichen. Er wurde 2019 als Spieler in die Naismith Memorial Basketball Hall of Fame aufgenommen.

## Karriere
Moncrief spielte von 1979 bis 1989 bei den Milwaukee Bucks. Mit Moncrief fanden die Bucks die Anfang der 1970er Jahre ein Spitzenteam hatten und in der Mitte des Jahrzehnts einen Absturz hinnehmen mussten, wieder zu alter Stärke. Moncrief war einer der besten Allrounder der Liga und bildete mit Marques Johnson ein starkes Duo, das 1984 sogar bis in das Eastern-Conference-Finale vorstoßen konnte. Besonders durch seine hervorragende Verteidigung war der 1,93 Meter große Guard bei seinen Gegenspielern gefürchtet, in den Jahren 1983 und 1984 wurde er zum besten Verteidiger der Liga gewählt. Zwischen 1981 und 1985 wurde er fünf Mal in das NBA All-Star Game eingeladen. Sieben Saisons in Folge führte er seine Milwaukee Bucks zu 50 oder mehr Siegen in der regulären Saison, in den Play-offs scheiterten sie allerdings immer an den Philadelphia 76ers oder den Boston Celtics.
Nach einer erfolglosen Saison bei den Atlanta Hawks beendete Moncrief 1991 seine Profikarriere. Die Bucks zogen nach Moncriefs Karriereende seine Trikotnummer #4 zurück. 2018 wurde er in die National Collegiate Basketball Hall of Fame als Spieler aufgenommen.

## Trainertätigkeit
Nach seinem Karriereende arbeitete Moncrief als Trainer. 1999–2000 betreute er die University of Arkansas at Little Rock, 2006–2007 war er Trainer in der D-League bei den Fort Worth Flyers. Von 2011 bis 2013 war er als Assistenztrainer bei den Milwaukee Bucks angestellt.

## Erfolge und Auszeichnungen
- 5× NBA All-Star: 1982–1986
- 1× All-NBA First Team: 1983
  - 4× All-NBA Second Team: 1982: 1984–1986
- 2× Defensive Player of the Year: 1983, 1984
- 4× NBA All-Defensive First Team: 1983–1986
  - 1× All-Defensive Second Team: 1982
- Nr. 4 wird bei den Milwaukee Bucks nicht mehr vergeben